# Нововолковский
Нововолковский — посёлок в Мценском районе Орловской области России. Административный центр Подмокринского сельского поселения.

## География
Посёлок находится в северной части Орловской области, в лесостепной зоне, в пределах центральной части Среднерусской возвышенности, к северо-западу от федеральной автотрассы М2, на расстоянии примерно 4 км (по прямой) к юго-западу от Мценска, административного центра района.
Климат
Климат характеризуется как умеренно континентальный с умеренно морозной зимой и теплым, иногда жарким летом. Средняя многолетняя температура самого холодного месяца — января, составляет −9,4 °С, температура самого теплого +19 °С.
Часовой пояс
Посёлок Нововолковский, как и вся Орловская область, находится в часовой зоне МСК (московское время). Смещение применяемого времени относительно UTC составляет +3:00.

## Население
| 2002 | 2010 |
| ---- | ---- |
| 552  | ↘459 |

Половой состав
По данным Всероссийской переписи населения 2010 года в гендерной структуре населения мужчины составляли 49,2 %, женщины — соответственно 50,8 %.
Национальный состав
Согласно результатам переписи 2002 года, в национальной структуре населения русские составляли 96 % из 552 чел.

## Улицы
| - ул. Дружба, - ул. Заводская, - ул. Лесная, - ул. Садовая, | - ул. Славянская, - ул. Сущенко, - ул. Цветочная, - ул. Центральная. |

## Инфраструктура
В посёлке действуют начальная школа-детский сад, фельдшерско-акушерский пункт и сельский клуб.